# Hamearis schwingenschussi
Hamearis schwingenschussi är en fjärilsart som beskrevs av Hans Rebel 1906. Hamearis schwingenschussi ingår i släktet Hamearis och familjen Riodinidae. Inga underarter finns listade i Catalogue of Life.